# 倫尼克雪原

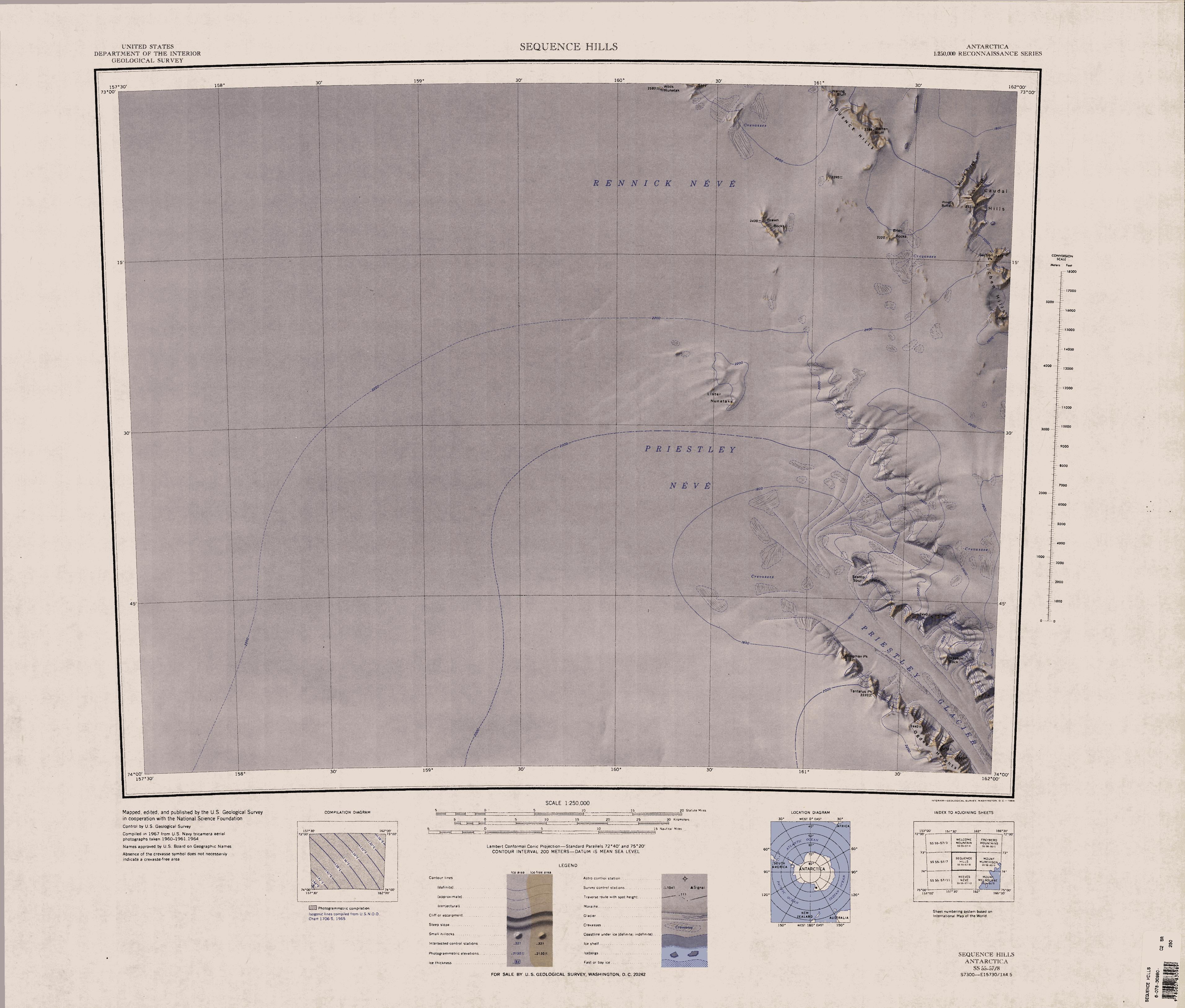

倫尼克雪原（英語：Rennick Névé），是南極洲的雪原，位於維多利亞地的彭內爾海岸，在1966年由新西蘭南極名稱諮詢委員會命名，現時由南極條約體系管理。